# Herb Brandenburgii

Herb Brandenburgii

Herb Brandenburgii – herb niemieckiego kraju związkowego Brandenburgia. Przedstawia na tarczy w polu srebrnym czerwonego orła ze złotym dziobem łapami i przepaską zakończoną trójliściem. W obecnej wersji przyjęty został 30 stycznia 1991 roku. Znany  od 1330 roku (orzeł askański). Orzeł jest popularnym motywem w tym regionie. Jego barwa symbolizuje energię, lokalny patriotyzm i wzniosłe cele.
Jako że wiele jednostek terytorialnych współczesnej zachodniej Polski w średniowieczu należało do Brandenburgii, motyw czerwonego orła w białym polu znajduje się na wielu polskich herbach z obszaru Ziem Odzyskanych.

## Galeria

Herb Elektoratu Brandenburgii
Herb pruskiej prowincji Brandenburgia
Herb Brandenburgii w herbie Prus
Obecny herb Brandenburgii